# يان إيرفاين
يان إيرفاين (بالإنجليزية: Ian Irvine)‏ هو لاعب اتحاد الرغبي نيوزيلندي، ولد في 6 مارس 1929 في Carterton, New Zealand ‏ في نيوزيلندا، وتوفي في 5 نوفمبر 2013 في وانغاري في نيوزيلندا.